# Т-2 (проект школы)

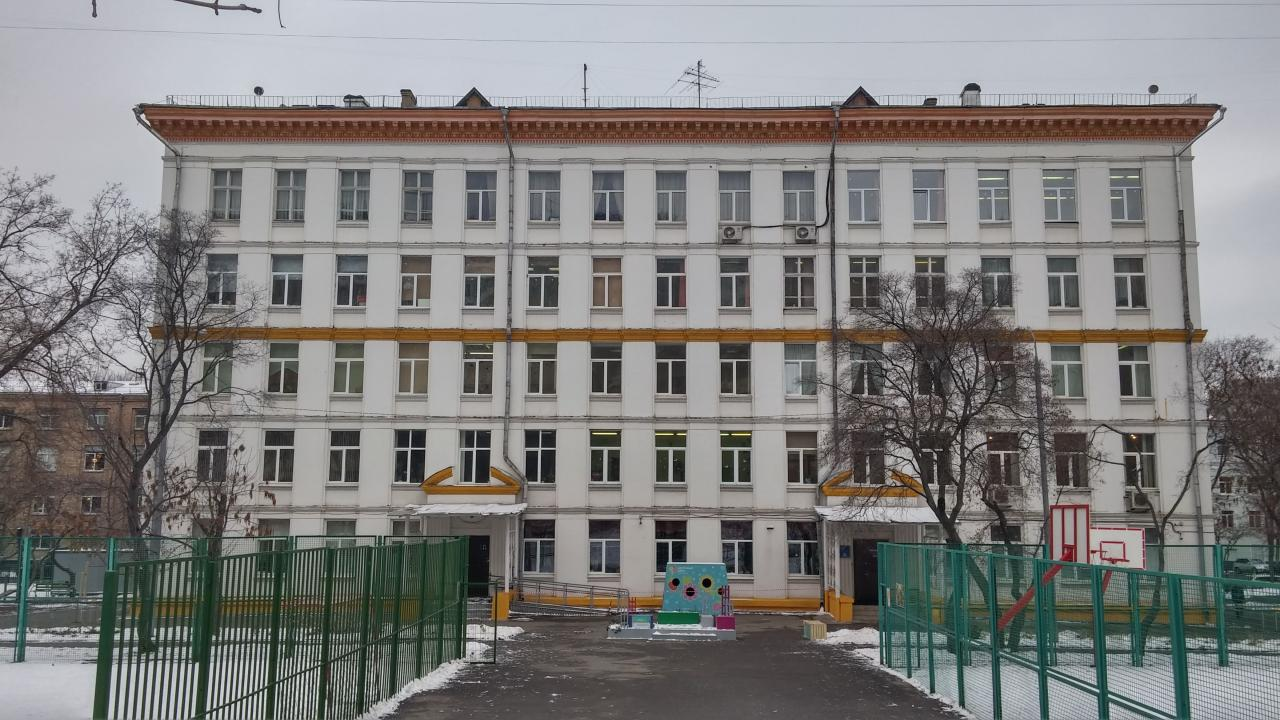
Главный фасад школы проекта Т-2
(ул. Дениса Давыдова, 5)

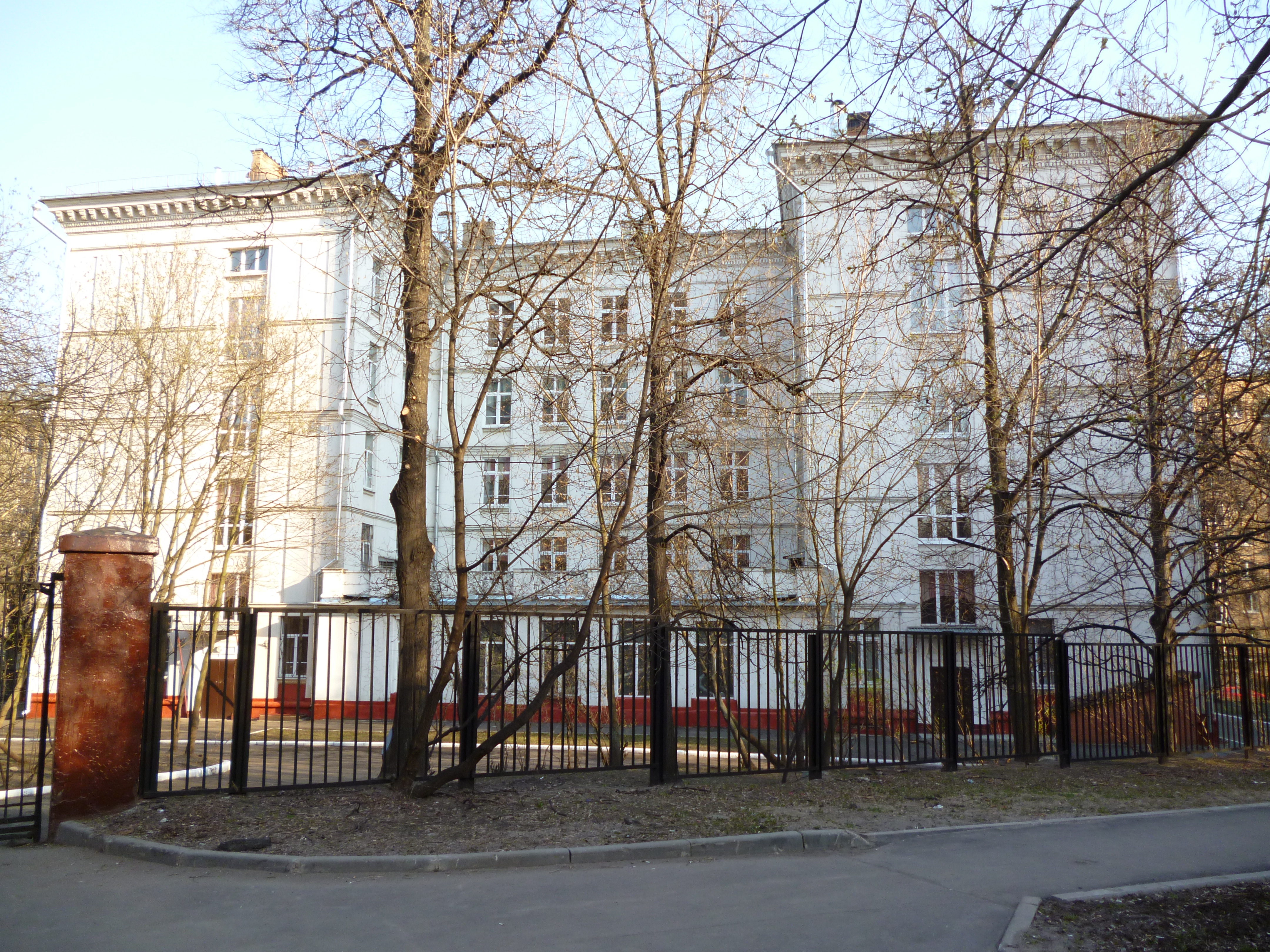
Дворовый фасад школы проекта Т-2
(ул. Сальвадора Альенде, 6)

Т-2 — типовой проект крупноблочной школы на 880 учащихся, разработанный в 1954 году Специальным архитектурно-конструкторским бюро Мосгорисполкома (архитекторы А. Капустина, А. Курносов, Н. Корнилова, В. Чернопыжский, инженеры А. Бобрусов, Н. Лавров). Проект Т-2 задумывался как замена типовым кирпичным школам проекта Л. А. Степановой и Ю-1. Благодаря высокой степени индустриализации работ, школы проекта Т-2 строились очень быстро — за 3-4 месяца. По этому проекту в середине 1950-х годов в Москве было построено больше десятка школ.

## История
В первой половине 1950-х годов в СССР начался переход к индустриальному домостроению. В то же время большинство школ строились из кирпича по типовым проектам Л. А. Степановой, Ю-1 или С-1. Тогда Специальное архитектурно-конструкторское бюро Мосгорисполкома (САКБ) приступило к проектированию типовой крупноблочной школы на 880 учащихся. Архитекторы опирались на предшествовавший опыт крупноблочного школьного строительства (до войны в Москве было построено 45 блочных школ). В Богородском (5-й проезд Подбельского, дом 2) в 1953—1954 годах была построена экспериментальная блочная школа, проект которой получил кодовое название Т-1 (буква «Т» расшифровывалась как «тип»). Предполагалось, что этот проект заменит Ю-1, и поэтому он был рассчитан на южную ориентацию главного фасада. Недостатком этой экспериментальной школы было большое количество типов бетонных деталей — 147. Поэтому в САКБ началась работа по усовершенствованию проекта.
В 1954 году появился доработанный типовой проект крупноблочной школы, получивший кодовое название Т-2. Его авторами были архитекторы А. Капустина, А. Курносов, Н. Корнилова, В. Чернопыжский, инженеры А. Бобрусов, Н. Лаврова. В проекте Т-2 авторскому коллективу удалось сократить ассортимент деталей до 129. Первые школы по этому проекту были построены в 1954—1955 годах на Варшавском шоссе, в Сокольниках, на Поклонной горе и на 3-й Владимирской улице.
В дальнейшем проект Т-2 подвергся корректировкам: был увеличен процент сборности, металлические конструкции были исключены, кирпичные перегородки были заменены перегородками из сборных плит. По доработанному проекту Т-2, получившему кодовое название Т-2с, в 1955 году были построены две опытно-показательные школы: на улице Сальвадора Альенде и на Хорошёвском шоссе.
За счёт высокой степени индустриализации работ удалось значительно сократить время строительства по сравнению с кирпичными школами. Завод № 6 Мосгорисполкома выпускал комплект стеновых блоков на одно школьное здание за 35 дней. Строительство школы по первоначальному проекту Т-2 занимало четыре календарных месяца (не считая работ по освоению площадки и сооружению подземной части). Возведение же опытно-показательных школ на улице Сальвадора Альенде и Хорошёвском шоссе по проекту Т-2с заняло всего три месяца. Стоимость строительства школ Т-2 была примерно на 10 % выше по сравнению с кирпичными школами, а трудоёмкость на кубометр здания — на 40-50 % ниже.
В середине 1950-х годов по проекту Т-2 строилась существенная часть школ Москвы: в 1955 году в городе было запланировано построить 14 таких школ, и ещё на 17 площадках предполагалось построить школы в 1956 году.
Вскоре САКБ представило новый проект блочной школы, получивший шифр Т-3 (архитекторы А. Капустина, Н. Кузнецова, Л. Шатилова, Н. Корнилова). По сравнению с Т-2 фасад новой школы был более выразительным, а гимнастический зал помещался на пятом этаже. Три парадные двери располагались посередине, а между ними на высоту двух этажей поднимались пилоны, увенчанные барельефами А. С. Пушкина, Л. Н. Толстого, А. М. Горького и В. В. Маяковского. Номенклатура типов бетонных деталей сократилась до 104. Однако до реализации проект не был доведён. В начале 1955 года в Моспроекте появился новый проект крупноблочной школы с шифром МЮ. По всем параметрам он превосходил Т-2 и Т-3, и в 1956 году было решено строить блочные школы только по этому проекту.

## Описание
По своей планировке школы проекта Т-2 в основном повторяют школы проекта Л. А. Степановой 1950 года. Школа пятиэтажная с подвалом. В подвале размещаются котельная и подсобные помещения. На первом этаже размещаются общешкольные помещения: буфет с подсобкой, библиотека с книгохранилищем, канцелярия, кабинеты заведующего и врача, квартиры директора и сторожа, а также вестибюль с двумя тамбурами. Гимнастический зал пристроен к основному корпусу. Уровень его пола несколько ниже уровня первого этажа, рядом с ним расположены раздевалки и душевые.
22 класса школы размещаются на 2-м, 3-м, 4-м и 5-м этажах. Этажи со 2 по 4 имеют одинаковую планировку. На каждом из них размещены 6 классов и лаборатория, а также два санузла в крыльях. Изолированность классов от общешкольных помещений создаёт оптимальные условия для отдыха учащихся во время перемен. Рекреации решены в виде широких хорошо освещённых коридоров. Расположение лабораторий друг над другом облегчает монтаж сантехустройств. На пятом этаже размещается просторный освещённый с двух сторон актовый зал. Две лестничные клетки размещены в задней части здания. У здания 4 входа: 2 с главного и 2 с дворового фасада. Высота потолка в классах составляет 3,5 м, в актовом зале — 4,5 м, в гимнастическом зале — 6,17 м. Толщина наружных стен составляет 0,58 м, внутренних — 0,38 м. Проект предусматривает центральное отопление, водопровод и канализацию.
По сравнению с проектом Л. А. Степановой школы Т-2 имеют ряд доработок и улучшений. Вестибюль хотя и имеет меньшую площадь (180 м² вместо 241,4 м²), освещённость его повысилась, так как гардероб находится в глубине, а не вдоль фасадной стены. Колонны помещены вдоль границы гардероба и не загромождают вестибюль, в отличие от школ Л. А. Степановой, где колонны располагаются посередине. Квартиры директора и сторожа имеют улучшенную планировку. Они расположены смежно и имеют один общий вход.
На 2-4 этажах улучшенную планировку имеют рекреации. Если в школах Л. А. Степановой крайние точки рекреации были затемнены, то в школах Т-2 площади крайних отрезков рекреаций увеличены до 33 м² и освещены отдельным окном. Площади рекреаций на пятом этаже увеличены с 40,7 м² до 68,7 м², улучшена их освещённость. При актовом зале устроены два помещения площадью 19,5 м² и 33 м², одно из которых может быть использовано в качестве артистической. Площадь буфета увеличена с 61,2 м² до 73,8 м², библиотеки с 62 м² до 69,4 м². Общая рабочая площадь увеличена с 2825 м² до 2951 м².
У школы два парадных входа, увенчанных треугольными фронтонами, разорванными посередине (чтобы не налезать на окна второго этажа). Фасадная стена сделана не гладкой, а крепованной. Благодаря этому она легче монтировалась, и на ней не так заметны дефекты блоков. Швы между блоками практически не нуждались в заделке снаружи.

## Адреса зданий
В Москве по проекту Т-2 были построены следующие школьные здания:

| - Больничный пер., 4 - Владимирская 3-я ул., 12А - Дениса Давыдова ул., 5 - Дубровская 1-я ул., 16 - Ленинградское ш., 30 - Новоалексеевская ул., 6 - Поварская ул., 14-16 - Профсоюзная ул., 9а | - Сальвадора Альенде ул., 6 - Скаковая ул., 20 - 3-й Михалковский пер., 15А (ранее — Соболевский пр., 17А) - Хорошёвское ш., 3 - Цветной б-р, 7 - Чуксин туп., 6 |